# Lothar Metz
Lothar Metz (Meerane, República Democrática Alemana, 16 de enero de 1939 - Rostock, Alemania, 23 de enero de 2021) fue un deportista alemán especialista en lucha grecorromana donde llegó a ser campeón olímpico en 1968.

## Carrera deportiva
En los Juegos Olímpicos de 1960 celebrados en Roma ganó la medalla de plata en lucha grecorromana estilo peso medio, tras el búlgaro Dimitar Dobrev (oro) y por delante del rumano Ion Țăranu (bronce). Cuatro años después, en las Olimpiadas de Tokio 1964 ganó el bronce en la misma modalidad. Y en las de México 1968 ganó la medalla de oro en la misma modalidad.